# Primož Kuret
Primož Kuret, slovenski muzikolog, profesor * 6. julij 1935, Ljubljana, † 25. maj 2022.
Diplomiral je 1959 na zgodovinskem oddelku Akademije za glasbo in nato še na oddelku za zgodovino umetnosti na Filozofski fakulteti Univerze v Ljubljani, kjer je 1964/65 tudi doktoriral iz muzikologije. Med leti 1977 in 2005 je predaval na Akademiji za glasbo v Ljubljani,  od 1987 kot redni profesor za zgodovino glasbe, bil je tudi predstojnik katedre za glasbeno zgodovino in literaturo. 
Je avtor številnih muzikoloških monografij, mdr. o zgodovini Slovenske filharmonije, prevajalec več strokovnih muzikoloških del (K. Pahlen, Poslušam in razumem glasbo, 1979; K. Honolka, Svetovna zgodovina glasbe, 1983; G.  Hausswald, Slog v glasbi, 1990;  K. H. Wörner, Zgodovina glasbe, 1992; U. Michels: Glasbeni atlas, 2002). 
Uveljavil se je kot pisec glasbenih kritik in urednik muzikoloških revij, mdr. Glasbene mladine (1978-88), pobudnik in prvi urednik revije Glasbenopedagoški zbornik Akademije za glasbo v Ljubljani, s čimer je usmerjal znanstveni razvoj specialnih glasbenih področij v okviru glasbene pedagogike. Bil je aktiven član Delovne skupnosti glasbenih pedagogov ArGeSüd in Evropske zveze za glasbo v šoli (EAS) ter predsednik Nacionalne komisije za vsebinsko prenovo glasbenega šolstva, pobudnik in predsednik Slovenskega muzikološkega društva, z akademijskim kolegom Edom Škuljem pobudnik in organizator (mednarodnih) muzikoloških simpozijev, ki od leta 1986 potekajo pod imenom Slovenski glasbeni dnevi ter urednik monografskih publikacij, nastalih na njihovi osnovi. 
Dobil je mnoga priznanja in nagrade, Betettovo listino (2002), častno članstvo v Accademii Filarmonice v Bologni (2002) tudi prestižno Herderjevo nagrado in avstrijski častni križ za znanost in umetnost I. razreda (oboje 2005); istega leta je postal še zaslužni profesor Univerze v Ljubljani in prejel nagrado RS na področju šolstva za življenjsko delo, stanovsko Mantuanijevo nagrado za življenjsko delo (2006), podeljeno mu je bilo tudi častno članstvo Slovenske filharmonije (2008).
Njegov oče je bil etnolog in akademik Niko Kuret.

## Dela (monografije)
- Glasbeni instrumenti na srednjeveških freskah na Slovenkem, 1973.
- Glasbena Ljubljana v letih 1899-1919, 1985.
- Umetnik in družba: slovenska glasbena misel po prvi vojni / Lajovic, Kogoj, Vurnik (urednik zbornika), 1988.
- Mahler in Ljubljana 1881-1882; 1997. (2011, 2. izd.)
- Slovenska filharmonija / Academia philcarmonicorum 1701-2001, 2001.
- Zgodbe o glasbi in glasbenikih, 2004.
- Slovenski skladatelji v portretih Saše Šantla (soavtorica Verena Koršič Zorn), 2005.
- Sto slovenskih opernih zvezd, 2005.
- Ljubljanska filharmonična družba 1794-1919: kronika ljubljanskega glasbenega življenja v stoletju meščanov in revolucij, 2006.
- Sto let Slovenske filharmonije 1908-2008, 2008.
- Zanesenjaki in mojstri: častni člani, umetniški vodje in znameniti umetniki v filharmonijah v Ljubljani, 2011.
- Iz parterja: nekaj spomina, 2020.
- Čarobne palice: Veliki dirigenti Josef Zöhrer, Václav Talich in Fritz Reiner v luči sodobne kritike, 2022